# John Lanchester
Pour les articles homonymes, voir Lanchester.
Œuvres principales
- Le Prix du plaisir (1996)
- Mr. Phillips (2000)
- Le Port des senteurs(2002)
- Chers Voisins (2012)

John Lanchester, né le 25 février 1962 à Hambourg, est un journaliste et romancier britannique. Il est né à Hambourg, fut élevé à Hong Kong et reçut son éducation en Angleterre, à Gresham’s School, à Holt (Norfolk), entre 1972 et 1980, puis à St John’s College à Oxford. Il est marié à Miranda Carter, avec qui il a deux enfants, et il vit à Londres.

## Biographie
John Lanchester est l’auteur de romans, d’un livre de souvenirs, de littérature non-romanesque et d’articles de journaux.
Ses articles sont parus dans Granta, The Observer, The New York Review of Books, The Guardian, The Daily Telegraph, The New Yorker et The London Review of Books, revue dans laquelle il contribue en tant que rédacteur. Il écrit également régulièrement au sujet de la gastronomie et de la technologie pour Esquire.
Le Prix du plaisir (The Debt to Pleasure) (1996) fut lauréat du prix Whitbread en 1996 dans la catégorie « premier roman », et du prix Hawthornden en 1997. On l’a décrit comme étant un récit adroit, drôle et méchant de la vie d’un Anglais loquace nommé Tarquin Winot, révélé à travers ses réflexions sur la gastronomie alors qu’il entreprend un mystérieux voyage à travers la France. Les révélations deviennent de plus en plus choquantes au fur et à mesure que la vérité sur le narrateur se fait jour. C’est un monstre, tout en étant un méchant séduisant et érudit.
Mr. Phillips (2000) décrit une journée dans la vie de Victor Phillips, un comptable d’âge moyen qui a été licencié, mais ne l’a pas encore dit à sa famille. Il passe la journée à parcourir Londres, le récit se partageant entre les observations de Mr Phillips sur ce qu’il voit et les souvenirs des choses passées ou même de ses préoccupations semblables à des tabous face au sexe et aux obligations sociales. Ce livre traite d’autres préoccupations d’homme de la classe moyenne, en particulier l’argent, la famille, la vieillesse.
Le Port des senteurs (Fragrant Harbour) (2002) se situe à Hong Kong dans les années 80. C’est l’histoire de trois immigrants qui arrivent sur l’île : une journaliste anglaise ambitieuse et de plus en plus sûre d’elle-même qui vient de débarquer, un vieil Anglais, gérant d’hôtel, venu dans les années 30, un jeune Chinois arrivé enfant en tant que réfugié de Chine continentale.
Son livre de souvenirs Family Romance (2007) raconte l’histoire de sa mère, une religieuse qui a quitté le voile, changé son nom, falsifié son âge et caché ces faits à son mari et à son fils jusqu’à sa mort.
Janvier 2010 a vu la publication de son livre Whoops! Why Everyone Owes Everyone and No One Can Pay [Oups ! Pourquoi tout le monde doit quelque chose à tout le monde et personne ne peut payer] (intitulé I.O.U.: Why Everyone Owes Everyone and No One Can Pay en dehors du Royaume-Uni) une explication de la crise financière de 2007-2010 pour lecteurs ordinaires. Une version de poche révisée est parue en octobre 2010.
En 2012, il a publié un roman intitulé Capital (paru en français sous le titre Chers Voisins, traduit par Anouk Neuhoff et Suzy Borello). Celui-ci a été adapté par la BBC en 2015 et diffusé sur Arte en 2017 sous le nom Main Basse sur Pepys Road.
En 2013, il fut l’invité du Guardian pour étudier les documents fournis par Edward Snowden et le 4 octobre il a écrit Dossiers Snowden : pourquoi le public britannique devrait se méfier du GCHQ (le quartier général des communications du gouvernement) (The Snowden files: why the British public should be worried about GCHQ).

## Œuvres

### Romans
- Le Prix du plaisir, Seuil, 1997 ((en) The Debt to Pleasure, 1996), trad. Claude Demanuelli  (ISBN 2-02-029453-2)
- Mr. Phillips, Seuil, 2002 ((en) Mr Phillips, 2000), trad. Claude Demanuelli  (ISBN 2-02-038972-X)
- Le Port des senteurs, Seuil, 2004 ((en) Fragrant Harbour, 2002), trad. Christiane Besse  (ISBN 2-02-055756-8)
- Chers Voisins, Plon, 2013 ((en) Capital, 2012), trad. Anouk Neuhoff et Suzy Borello  (ISBN 978-2-259-21853-5)
- (en) The Wall, 2019